# Jaguaripe
Jaguaripe är en kommun i Brasilien.   Den ligger i delstaten Bahia, i den östra delen av landet, 1 000 km öster om huvudstaden Brasília. Antalet invånare är 16 467.
I omgivningarna runt Jaguaripe växer i huvudsak städsegrön lövskog. Runt Jaguaripe är det glesbefolkat, med 14 invånare per kvadratkilometer.